# Ruth Álvarez i Bela
Ruth Álvarez i Bela (Palma, 5 de juny de 2000) és una futbolista d'ascendència equatoguineana del Madrid CFF que juga com a davantera a la Lliga espanyola de futbol femenina i a la selecció femenina de Guinea Equatorial.
Amb 15 anys, Álvarez va ser la jugadora més jove en debutar a la lliga espanyola de futbol femenina.